# Старая Дергановка
Старая Дергановка — деревня Ковылкинского района Республики Мордовия в составе Рыбкинского сельского поселения. 

## География
Находится на расстоянии примерно 26 километров по прямой на север-северо-запад от районного центра города Ковылкино.

## Истории
Известна с 1869 года, когда она была учтена как казенная деревня Краснослободского уезда из 78 дворов.

## Население
Постоянное население составляло 4 человека (мордва-мокша 100%) в 2002 году, 0 в 2010 году .